# Leuilly-sous-Coucy
Leuilly-sous-Coucy ist eine französische Gemeinde mit 445 Einwohnern (Stand: 1. Januar 2022) im Département Aisne in der Region Hauts-de-France (bis 2015: Picardie). Sie gehört zum Arrondissement Laon, zum Kanton Vic-sur-Aisne und zum Gemeindeverband Picardie des Châteaux.

## Lage
Die Gemeinde Leuilly-sous-Coucy liegt an der Ailette und dem parallel verlaufenden Oise-Aisne-Kanal, elf Kilometer nördlich von Soissons. Nachbargemeinden von Leuilly-sous-Coucy sind Crécy-au-Mont im Westen, Jumencourt im Nordwesten, Landricourt im Nordosten, von der im Kanton Laon-1 gelegenen Gemeinde Vauxaillon im Osten, der im Kanton Fère-en-Tardenois gelegenen Gemeinde Terny-Sorny im Südosten sowie der dem Kanton Soissons-1 zugehörigen Gemeinde Juvigny im Südwesten.

## Geschichte
Einige Historiker meinen, dass das 843 in einer Schenkungsurkunde König Karls des Kahlen genannte „Iuliacum“ mit Leuilly gleichgesetzt werden kann (Regesta Imperii I, 372).

### Bevölkerungsentwicklung
| Jahr                       | 1962 | 1968 | 1975 | 1982 | 1990 | 1999 | 2006 | 2012 | 2022 |
| -------------------------- | ---- | ---- | ---- | ---- | ---- | ---- | ---- | ---- | ---- |
| Einwohner                  | 468  | 414  | 395  | 405  | 415  | 418  | 420  | 395  | 445  |
| Quellen: Cassini und INSEE |      |      |      |      |      |      |      |      |      |

## Sehenswürdigkeiten

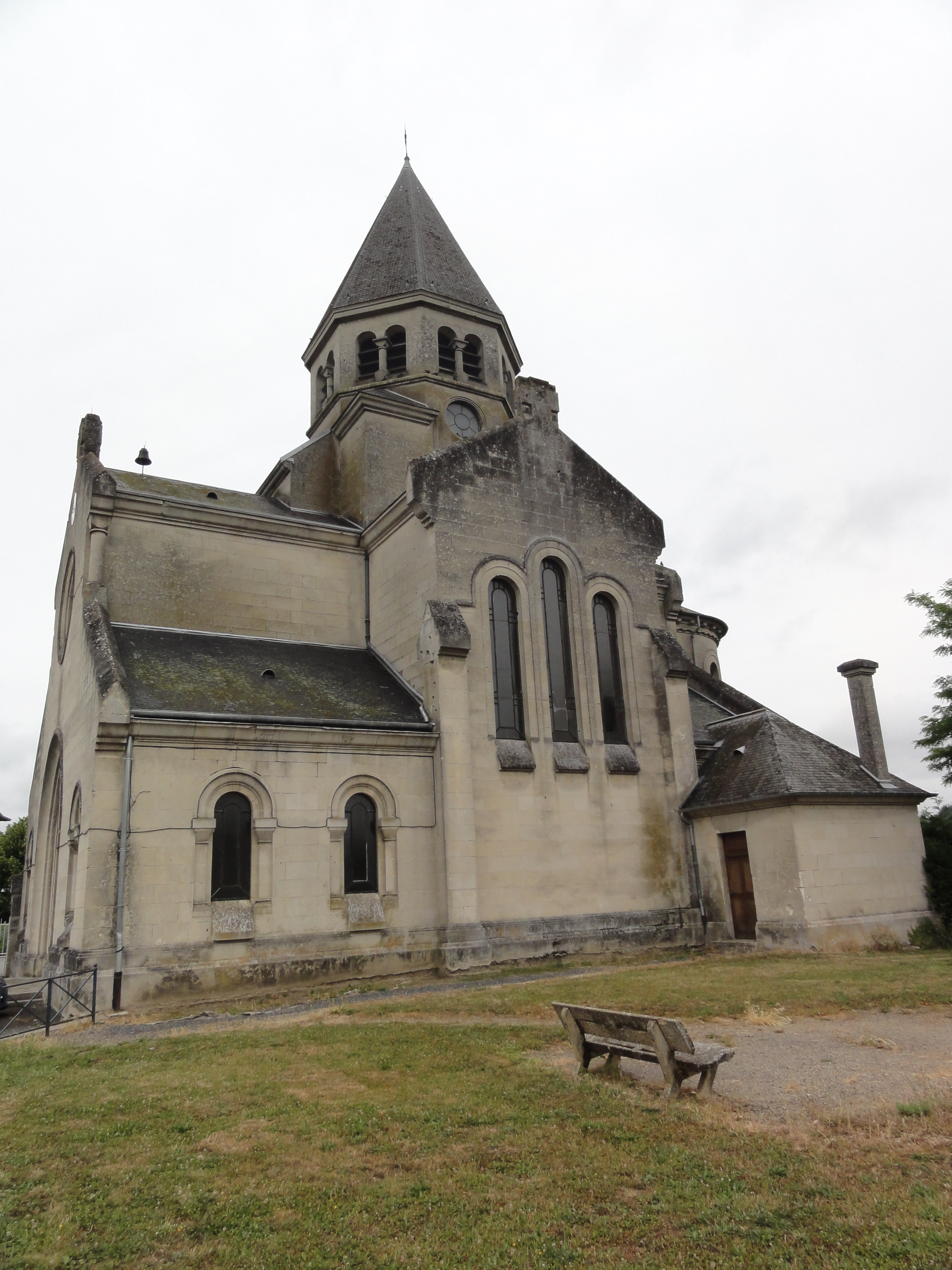
Kirche Saint-Rémi
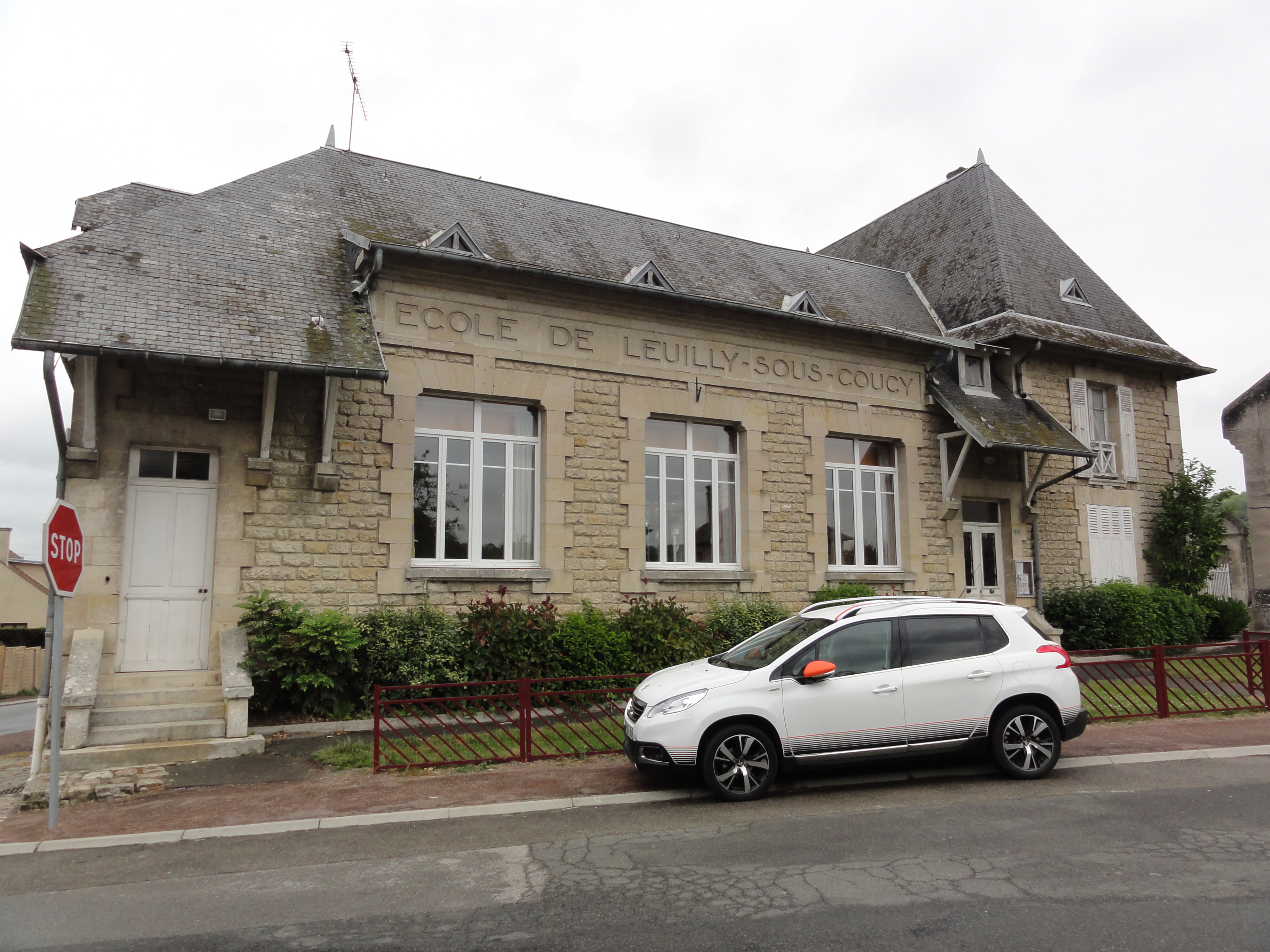
Schule
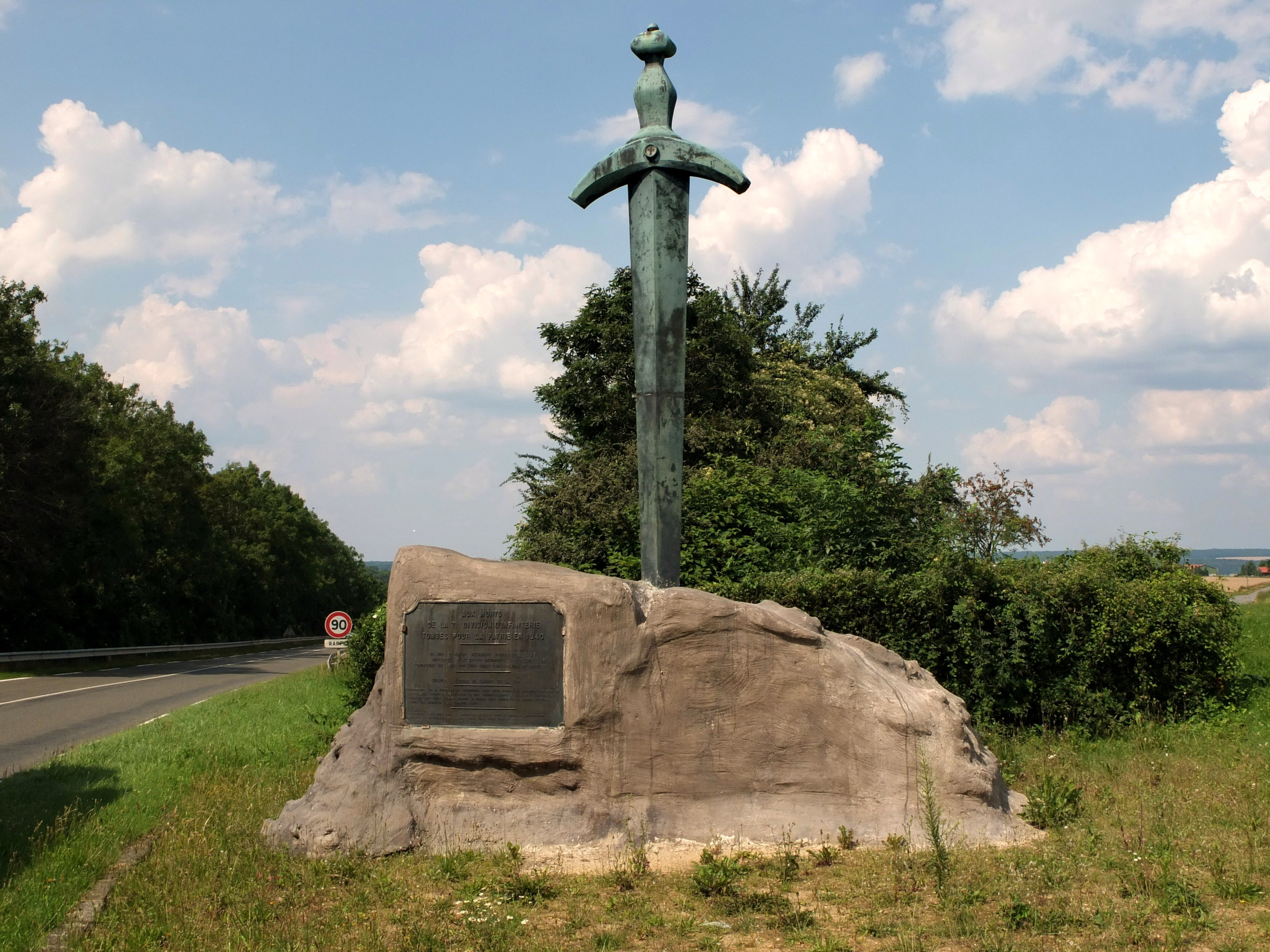
Denkmal der 7. französischen Infanteriedivision Juni 1940

- Kirche Saint-Rémi
- Schule
- Denkmal der 7. französischen Infanteriedivision Juni 1940